# Eragrostis tef
Eragrostis tef là một loài thực vật có hoa trong họ Hòa thảo. Loài này được (Zucc.) Trotter mô tả khoa học đầu tiên năm 1918.

## Hình ảnh

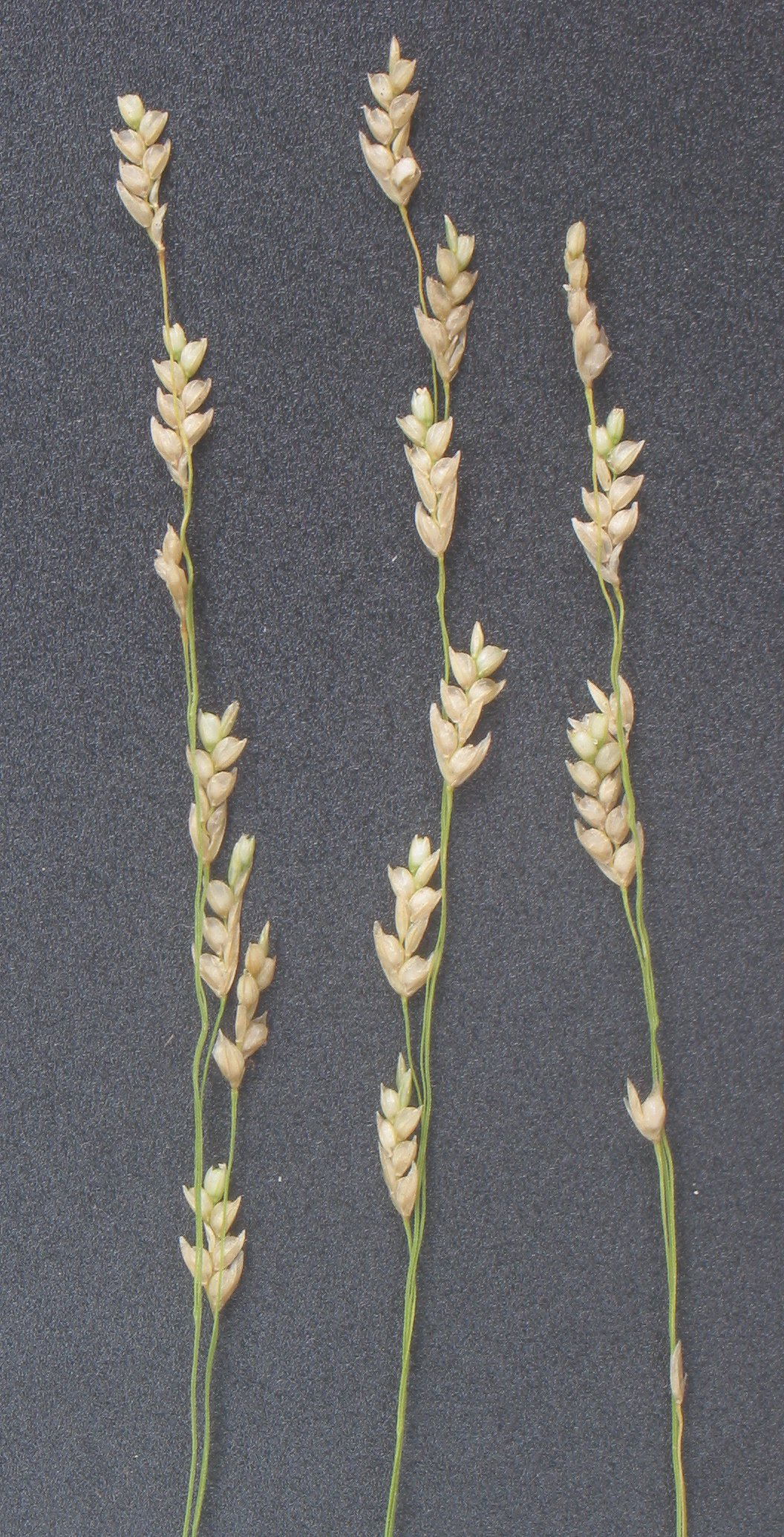
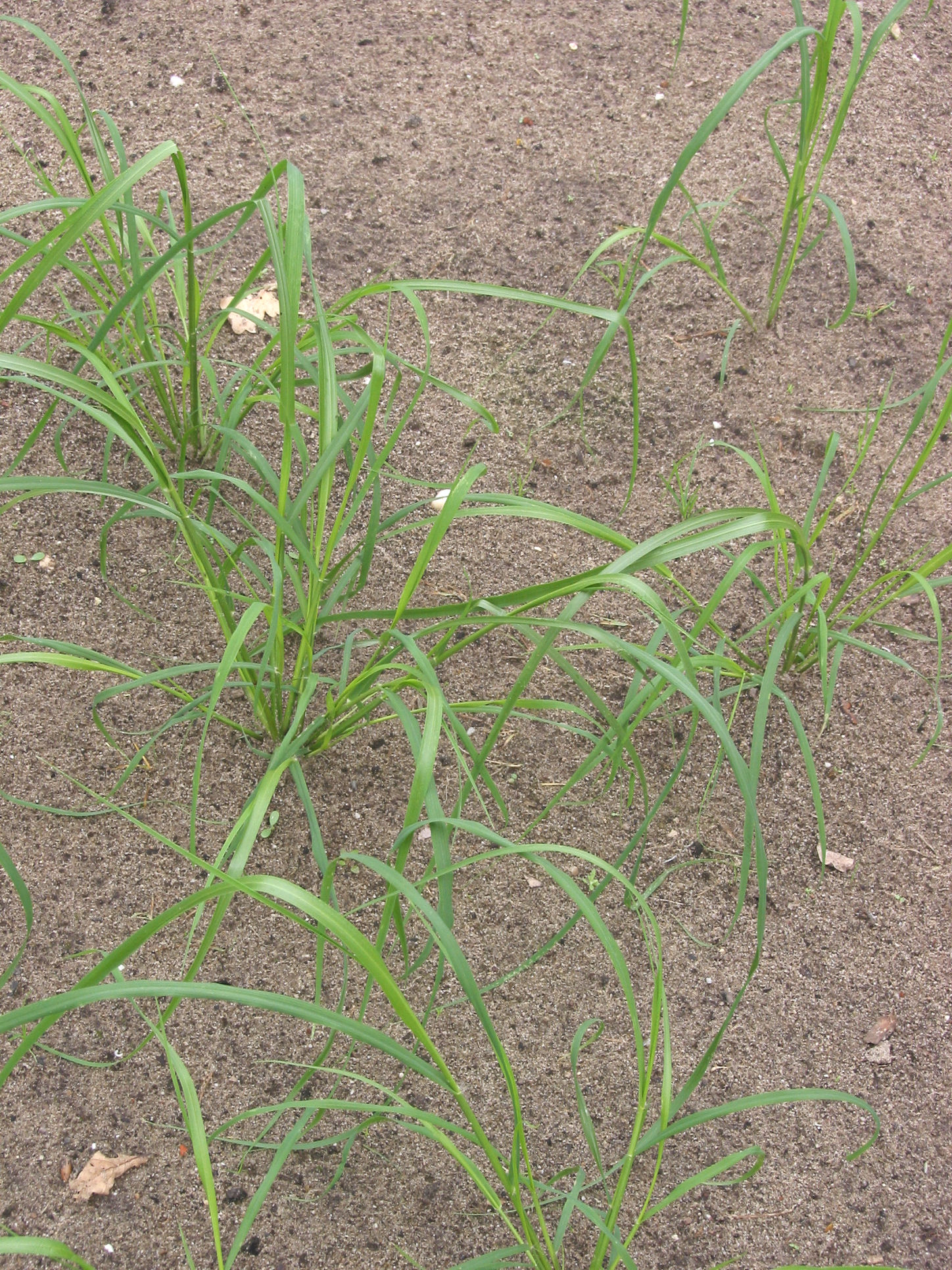
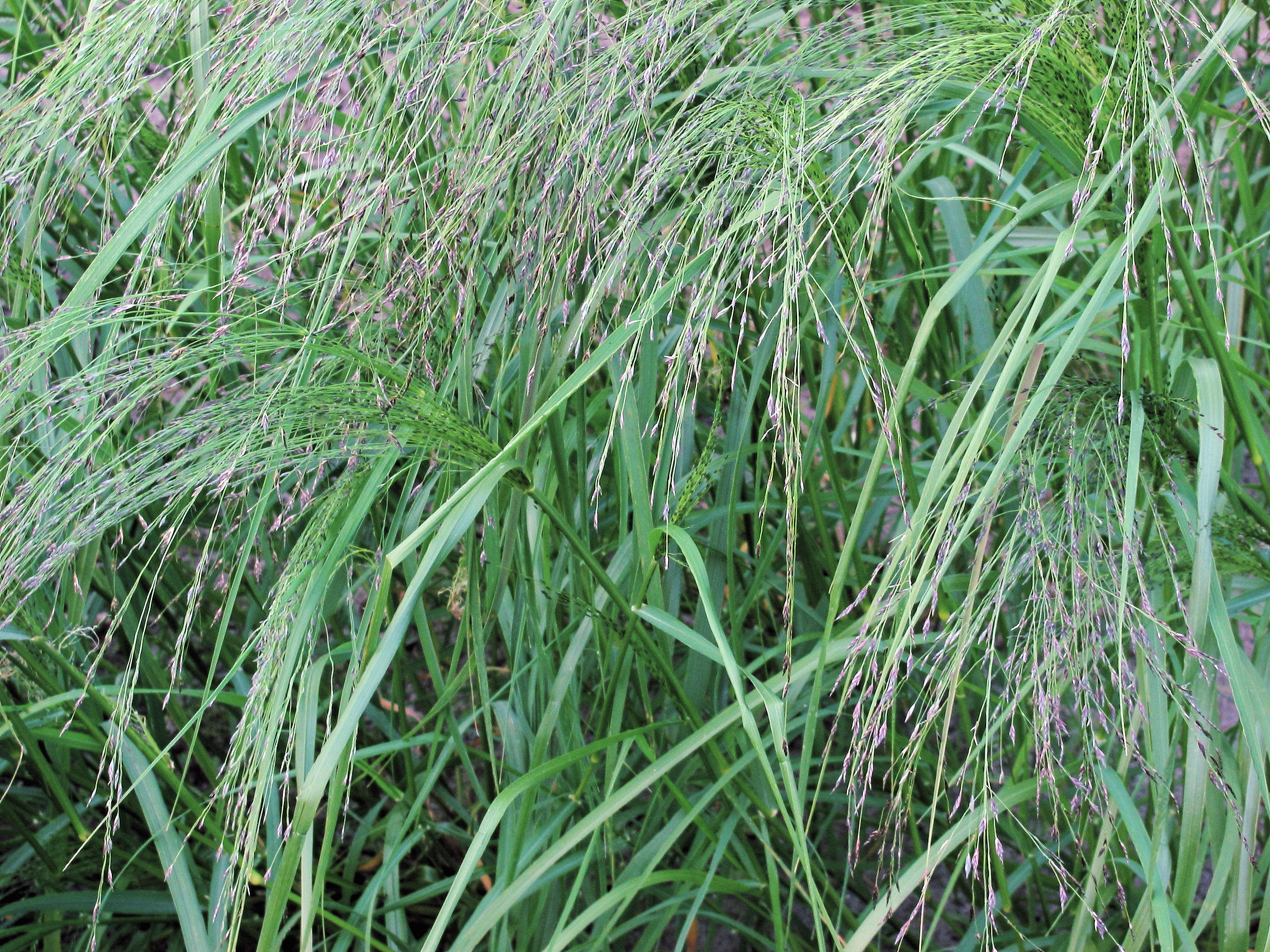
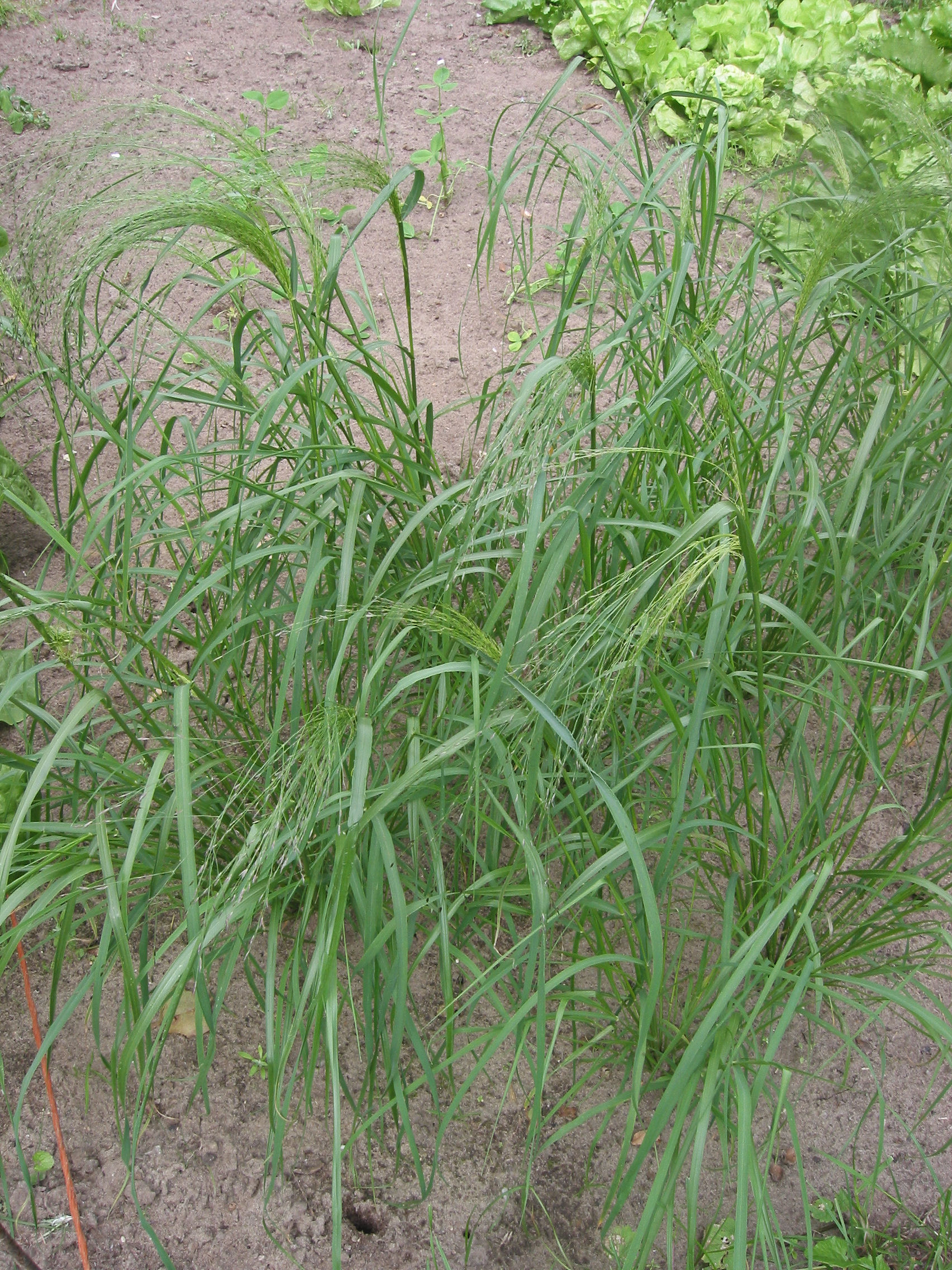